# Adrien Ouellette
Pour les articles homonymes, voir Ouellette.
Adrien Ouellette, né le 9 février 1940 à Saint-Joseph-de-Beauce et mort le 2 septembre 2023 à Saint-Georges, est un enseignant et homme politique québécois.

## Biographie
Né le 9 février 1940 à Saint-Joseph-de-Beauce, Adrien Ouellette est le fils d'Arthur Ouellette, contremaître, et de Cécile Fournier. Il fait des études au Collège Saint-Joseph-de-Beauce, à l'Université de Sherbrooke et à l'Université Laval. Il détient un baccalauréat en pédagogie et est licencié en sciences religieuses.
Il enseigne à la Commission scolaire régionale de la Chaudière à partir de 1963 et s'implique syndicalement au sein de la Centrale de l'enseignement du Québec. En décembre 1972, il se voit décerner le grade de membre de l'Ordre du Canada. Il est maire de Saint-Joseph-de-Beauce de 1968 à 1976.

### Carrière politique
En 1973, Adrien Ouellette se porte candidat pour le Parti québécois dans la circonscription de Beauce-Nord mais est défait. Il est cependant élu aux élections suivantes en 1976, alors que son parti prend le pouvoir pour la première fois. Réélu aux élections de 1981, il entre au Conseil des ministres en septembre 1982 comme ministre de l'Environnement, dans le gouvernement de René Lévesque et conserve son poste dans le gouvernement de Pierre Marc Johnson qui lui succède. Aux élections de 1985, il est défait, comme de nombreux députés de son parti.

### Après la politique
Adrien Ouellette retourne à l'enseignement après sa défaite. Il tente cependant un retour en politique en 1994 mais n'obtient pas l'investiture du Parti québécois dans Beauce-Nord. Il est attaché politique du vice-président de l'Assemblée nationale de 1994 à juin 2003.
Adrien Ouellette meurt le 2 septembre 2023 à l'Hôpital de Saint-Georges,.

## Résultats électoraux
|                                                                                               | Nom                        | Parti                        | Nombre de voix | %      | Maj.  |
| --------------------------------------------------------------------------------------------- | -------------------------- | ---------------------------- | -------------- | ------ | ----- |
|                                                                                               | Jean Audet                 | Libéral                      | 19 418         | 54,1 % | 4 855 |
|                                                                                               | Adrien Ouellette (sortant) | Parti québécois              | 14 563         | 40,5 % | -     |
|                                                                                               | Michel Cliche              | Indépendant                  | 1 250          | 3,5 %  | -     |
|                                                                                               | Pauline Bouffard           | Parti indépendantiste (1985) | 519            | 1,4 %  | -     |
|                                                                                               | André La Haye              | Socialisme chrétien          | 167            | 0,5 %  | -     |
| Total                                                                                         | Total                      | Total                        | 35 917         | 100 %  |       |
| Le taux de participation lors de l'élection était de 79,7 % et 478 bulletins ont été rejetés. |                            |                              |                |        |       |

|                                                                                               | Nom                        | Parti           | Nombre de voix | %      | Maj.  |
| --------------------------------------------------------------------------------------------- | -------------------------- | --------------- | -------------- | ------ | ----- |
|                                                                                               | Adrien Ouellette (sortant) | Parti québécois | 18 858         | 53,4 % | 4 828 |
|                                                                                               | Paul-Emile Deschênes       | Libéral         | 14 030         | 39,7 % | -     |
|                                                                                               | Yves Bertrand              | Union nationale | 2 433          | 6,9 %  | -     |
| Total                                                                                         | Total                      | Total           | 35 321         | 100 %  |       |
| Le taux de participation lors de l'élection était de 85,2 % et 281 bulletins ont été rejetés. |                            |                 |                |        |       |

|                                                                                               | Nom                     | Parti                    | Nombre de voix | %      | Maj. |
| --------------------------------------------------------------------------------------------- | ----------------------- | ------------------------ | -------------- | ------ | ---- |
|                                                                                               | Adrien Ouellette        | Parti québécois          | 10 974         | 37,1 % | 412  |
|                                                                                               | Denys Sylvain (sortant) | Libéral                  | 10 562         | 35,7 % | -    |
|                                                                                               | Gérard Gourde           | Union nationale          | 6 412          | 21,7 % | -    |
|                                                                                               | Magella Brouard         | Créditiste               | 830            | 2,8 %  | -    |
|                                                                                               | Robert Trudel           | Parti national populaire | 786            | 2,7 %  | -    |
| Total                                                                                         | Total                   | Total                    | 29 564         | 100 %  |      |
| Le taux de participation lors de l'élection était de 85,3 % et 531 bulletins ont été rejetés. |                         |                          |                |        |      |

|                                                                                               | Nom              | Parti           | Nombre de voix | %      | Maj.  |
| --------------------------------------------------------------------------------------------- | ---------------- | --------------- | -------------- | ------ | ----- |
|                                                                                               | Denys Sylvain    | Libéral         | 13 814         | 56,1 % | 9 469 |
|                                                                                               | Adrien Ouellette | Parti québécois | 4 345          | 17,7 % | -     |
|                                                                                               | Florian Guay     | Créditiste      | 4 293          | 17,4 % | -     |
|                                                                                               | Claude Poulin    | Union nationale | 2 153          | 8,8 %  | -     |
| Total                                                                                         | Total            | Total           | 24 605         | 100 %  |       |
| Le taux de participation lors de l'élection était de 81,9 % et 334 bulletins ont été rejetés. |                  |                 |                |        |       |

## Distinctions
- Membre de l'Ordre du Canada